# فرودگاه منطقه‌ای کالهون (میسیسیپی)
فرودگاه منطقه‌ای کالهون (میسیسیپی) (به انگلیسی: Calhoun County Airport (Mississippi)) یک فرودگاه همگانی بهره‌برداری هوایی است که یک باند فرود آسفالت دارد و طول باند آن ۹۷۵ متر است. این فرودگاه در شهر شهرستان کالهون، میسیسیپی کشور ایالات متحده آمریکا قرار دارد و در ارتفاع ۱۱۸ متری از سطح دریا واقع شده‌است.